# Jannero Pargo
Jannero Pargo (Chicago, Illinois, 22 de octubre de 1979) es un exjugador de baloncesto estadounidense que actualmente ejerce como entrenador asistente de los Windy City Bulls de la NBA G League. Es el hermano del también jugador de baloncesto Jeremy Pargo.

## Trayectoria deportiva

### Universidad
Comenzó su carrera universitaria en el pequeño college de Neosho County, donde permaneció dos temporadas antes de ingresar en la Universidad de Arkansas. En total promedió 16,3 puntos por partido.

### Profesional
Comenzó su andadura profesional firmando como agente libre por Los Angeles Lakers. Tras dos años con muy pocos minutos de juego y un breve paso por Toronto Raptors, fichó por los Bulls. Pargo tuvo un gran rol en la aparición de Chicago en la primera ronda de los playoffs del 2005 cuando enfrentaron a los Washington Wizards. Hizo una canasta de 3 puntos faltando 5 segundos para finalizar el encuentro habiendo estado los Bulls atrás por 10 puntos cuando faltaba un minuto de juego. Los 3 puntos de Pargo pusieron a los Bulls adelante en el marcador para luego perder por una canasta de Gilbert Arenas. En la temporada 2006-07 fichó por New Orleans Hornets, donde jugó dos temporadas. En agosto de 2008 se confirmó su firma con el Dinamo de Moscú de la Superliga Rusa.
En 2009 firmó por el Olympiacos CFP, pero antes de terminar la temporada firmó con los Chicago Bulls. En 2011 firma por los Atlanta Hawks donde disputaría 50 encuentros promediando 5,6 puntos por encuentro. En el 2012-13 comienza la temporada en los Washington Wizards, pero en noviembre es cortado tras disputar sólo 7 encuentros. En enero vuelve a los Atlanta Hawks tras firmar un contrato de 10 días.

## Estadísticas

### Temporada regular
| Año     | Equipo           | PJ  | PT | MPP  | %TC  | %3P  | %TL   | RPP | APP | ROB | TPP | PPP  |
| ------- | ---------------- | --- | -- | ---- | ---- | ---- | ----- | --- | --- | --- | --- | ---- |
| 2002-03 | L.A. Lakers      | 34  | 0  | 10.1 | .398 | .292 | 1.000 | 1.1 | 1.1 | .4  | .1  | 2.5  |
| 2003-04 | L.A. Lakers      | 13  | 0  | 4.8  | .375 | .500 | .000  | .5  | .8  | .2  | .0  | 1.1  |
| 2003-04 | Toronto          | 5   | 0  | 14.2 | .310 | .000 | .000  | .8  | 2.4 | .8  | .2  | 3.6  |
| 2003-04 | Chicago          | 13  | 1  | 26.5 | .429 | .377 | .852  | 2.1 | 3.6 | .5  | .4  | 13.5 |
| 2004-05 | Chicago          | 32  | 0  | 14.2 | .385 | .348 | .739  | 1.5 | 2.4 | .5  | .0  | 6.4  |
| 2005-06 | Chicago          | 57  | 0  | 11.3 | .373 | .379 | .810  | 1.1 | 1.6 | .4  | .0  | 4.8  |
| 2006-07 | NO/Oklahoma City | 82  | 7  | 20.9 | .409 | .388 | .852  | 2.2 | 2.5 | .6  | .1  | 9.2  |
| 2007-08 | New Orleans      | 80  | 5  | 18.7 | .390 | .349 | .877  | 1.6 | 2.4 | .6  | .1  | 8.1  |
| 2009-10 | Chicago          | 63  | 5  | 13.2 | .346 | .275 | .933  | 1.2 | 1.4 | .5  | .0  | 5.5  |
| 2011-12 | Atlanta          | 50  | 0  | 13.4 | .415 | .384 | .950  | 1.5 | 1.9 | .4  | .0  | 5.6  |
| 2012-13 | Washington       | 7   | 0  | 14.6 | .250 | .150 | 1.000 | .9  | 2.0 | .0  | .1  | 3.0  |
| 2012-13 | Atlanta          | 7   | 0  | 16.1 | .342 | .350 | 1.000 | 1.0 | 2.7 | .4  | .0  | 5.0  |
| 2012-13 | Charlotte        | 18  | 0  | 16.2 | .401 | .382 | .889  | 1.2 | 1.9 | .8  | .1  | 8.4  |
| 2013-14 | Charlotte        | 29  | 0  | 8.3  | .441 | .400 | .727  | .7  | 1.8 | .5  | .0  | 4.7  |
| Total   | Total            | 490 | 18 | 15.1 | .391 | .355 | .864  | 1.4 | 2.0 | .5  | .1  | 6.4  |

#### Playoffs
| Año   | Equipo      | PJ | PT | MPP  | %TC  | %3P  | %TL  | RPP | APP | ROB | TPP | PPP  |
| ----- | ----------- | -- | -- | ---- | ---- | ---- | ---- | --- | --- | --- | --- | ---- |
| 2003  | LA Lakers   | 11 | 0  | 11.7 | .333 | .267 | .750 | .8  | 1.3 | .7  | .1  | 2.1  |
| 2005  | Chicago     | 5  | 0  | 15.2 | .353 | .406 | .600 | 1.0 | 2.0 | .6  | .0  | 10.4 |
| 2006  | Chicago     | 5  | 0  | 3.8  | .417 | .600 | .800 | 1.2 | .6  | .0  | .0  | 3.4  |
| 2008  | New Orleans | 12 | 0  | 22.1 | .388 | .349 | .708 | 2.5 | 2.3 | 1.0 | .2  | 10.2 |
| 2010  | Chicago     | 2  | 0  | 4.0  | .200 | .500 | .000 | .0  | .5  | .0  | .0  | 1.5  |
| 2012  | Atlanta     | 5  | 0  | 9.2  | .286 | .333 | .000 | 1.0 | 1.2 | .4  | .0  | 3.2  |
| 2014  | Charlotte   | 1  | 0  | 3.0  | .000 | .000 | .000 | 1.0 | 1.0 | .0  | .0  | 0.0  |
| Total | Total       | 41 | 0  | 13.3 | .362 | .367 | .711 | 1.4 | 1.5 | .6  | .1  | 5.7  |